# Russian Rhapsody
Russian Rhapsody è un film del 1944 diretto da Robert Clampett. È un cortometraggio d'animazione della serie Merrie Melodies, prodotto dalla Leon Schlesinger Productions e uscito negli Stati Uniti il 20 maggio 1944, distribuito dalla Warner Bros.

## Trama
Durante la seconda guerra mondiale, i bombardieri nazisti non riescono a raggiungere Mosca, pertanto Adolf Hitler, infuriato dai fallimenti continui dei suoi soldati, annuncia alla radio che intende attaccare personalmente i sovietici con un bombardiere pesante. Sulla strada per Mosca, dei gremlin russi si infiltrano nell'aereo in volo senza che Hitler se ne renda conto e iniziano a smontarlo mentre cantano sulle note di Occhi neri e il Canto dei battellieri del Volga, due canzoni popolari russe.
Quando Hitler scopre i sabotatori dopo essere stato punzecchiato da loro prova a vendicarsi, ma viene terrorizzato quando vede una maschera di Iosif Stalin. I gremlin bucano la fusoliera sotto di lui, facendolo precipitare dall'aereo. Il Führer prova a schivare il bombardiere che si precipita su di lui, ma alla fine viene colpito. L'aereo si schianta al suolo e la coda decorata con una svastica emerge dal terreno come una lapide. I gremlin celebrano la vittoria sul nemico, quando Hitler sbuca dal suolo (imitando il comico Lew Lehr e il suo tormentone "Monkeys is the cwaziest peoples!", sostituendo monkeys con Nutzies). Un gremlin allora lo colpisce con un martello, concludendo il cartone. 

## Produzione
Russian Rhapsody fa parte di una serie di cortometraggi realizzati dalla Warner Bros. durante il secondo conflitto mondiale a scopo propagandistico. All'inizio, questo cartone doveva essere intitolato Gremlins from the Kremlin ("Gremlin dal Cremlino"), ma Walt Disney aveva già avviato la produzione di un adattamento del romanzo I Gremlins di Roald Dahl, che alla fine non venne mai realizzato, perciò il titolo venne cambiato in quello attuale. La canzone cantata dalle creature sabotatrici, cantata dal gruppo Sherry Allen, rimase comunque We Are Gremlins from the Kremlin.
Molti dei gremlin sono delle caricature dei membri del dipartimento di animazione della Warner Bros., inclusi Leon Schlesinger, Robert Clampett, Friz Freleng, Michael Maltese, Robert Bentley, Rod Scribner e Ray Katz.

## Accoglienza
L'animatore Mark Rausler scrive: 
(Jerry Beck, The 100 Greatest Looney Tunes Cartoons, Insight Editions, 2020, p. 160)